# Wierzenia Inków

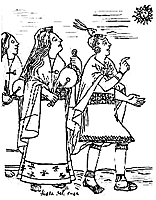
Manco Capac i Mama Ocllo, dzieci Intiego, a jednocześnie małżeństwo

Religia Inków – przedchrześcijańskie wierzenia Inków, czyli rdzennej cywilizacji na terenach dzisiejszej Kolumbii, Ekwadoru, Peru, Boliwii, Chile i Argentyny. Wierzenia nie były jednolite, różniły się w zależności od grupy etnicznej.

## Opis religii

### Bogowie
Najważniejszym bóstwem było Słońce, zwane Intim. Jego ojcem miał być bóg stwórca Wirakocza, a siostrą Księżyc (Mama Quilla; w keczua Księżyc to rodzaj żeński). Sługą Słońca był Illapa, bóg piorunów, grzmotów i błyskawic, a także deszczu.
Według mitologii Słońce w pradawnych czasach miało zesłać na ziemię swoje dzieci: czterech synów i cztery córki. Miało także dać im złoty pręt z poleceniem, aby założyły miasto tam, gdzie pręt całkowicie zanurzy się w ziemię. Mimo to wskutek waśni pomiędzy rodzeństwem sześcioro zginęło, zabił ich Manco Capac. Przeżyli tylko zabójca i jego żona Mama Ocllo. Założyli miasto Cuzco i tak powstało Tahuantinsuyu, czyli właśnie państwo Inków..
Ciekawym aspektem w mitologii inkaskiej jest bóg Wirakocza. Inkowie przejęli jego kult od Ajmarów. Do czasu podboju doliny Rímaili,  Inkowie czcili go jedynie w myśli, jednak po tym wydarzeniu zaczęli mu stawiać świątynie. Było to spowodowane panującym w Rímac kultem Pacha Kamaqa, czyli boga utożsamianego z Wirakoczą. Wirakocza był teoretycznie jednym z najważniejszych bogów inkaskich, jednak w praktyce nie oddziaływał zbytnio na ludzi. Istnieje hipoteza mówiąca o europejskości Wirakoczy. Według podań miał białą skórę i brodę. Przeciwnicy tej teorii znajdują na to wytłumaczenie: tak Indianie jedynie wyobrażali sobie boga. A nawet gdyby istniał (mówimy o zdaniu niewierzących w to), mógłby być Indianinem. U niektórych plemion spotyka się brody, a w każdej nacji rodzą się dzieci jaśniejsze lub ciemniejsze. Pod imieniem Quetzalcoatl (Pierzasty Wąż) czcili go Aztekowie, Toltekowie i Totonakowie, a Majowie wyznawali go jako Kukulkana.
Należy też wspomnieć o Intim. Było to bóstwo, które nie wymagało ofiar ludzkich (w ogóle w Tahuantinsuyu nie składano ludzi w ofierze; zdarzały się wyjątki, ale generalnie tego nie robiono). W Cuzco znajdowała się ogromna świątynia ze złota na jego cześć. Ofiarami dla Słońca były zwierzęta (lamy) i ziemia, którą otrzymywali kapłani. Co roku Słońce było rytualnie przywiązywane do słupa Intihuatana (dosł. słup, do którego przywiązuje się Słońce), aby nie „uciekło”. Inkowie posiadali również bardzo dobrą jak na owe czasy wiedzę o Słońcu. Mieli niezłe obserwatoria oraz kalendarz słoneczny, dokładnie taki sam jakim dzisiaj się posługujemy. Nie jest to jednak ich wynalazek, np. w Machu Picchu odkryto prymitywne przedinkaskie obserwatorium.
Ważną boginią była Mama Quilla. W świątyni słońca Coricancha w Cuzco znajdował się jej posąg. Niewiele wiadomo na jej temat. Pewne jest, że nie była tak ważna, jak Inti. Modlono się do niej, lecz nie miała własnych świątyń.
Również bóg Illapa jest niezbyt dokładnie zbadany. Także nie miał własnych świątyń. Modlono się do niego o deszcz.

### Kapłani
Niemal nic nie wiemy o roli kapłanów w Tahuantinsuyu. Każda świątynia, a nawet huaca miała przydzielonych kapłanów i kawałek ziemi. Wydaje się, że w imperium inkaskim istniało coś w rodzaju spowiedzi. Gdy człowiek popełnił grzech „lekki” spowiadał się z niego niskiej rangi kapłanowi. Im większy grzech, tym wyższy pozycją duchowny musiał go wysłuchać. Kapłani pełnili również funkcję wróżbitów. Przed każdą wyprawą wojenną Inka prosił huacę o wróżbę. Jest znany przypadek, kiedy Atahualpa rozbił berłem głowę wróżbicie przynoszącemu niepomyślne wieści.